# Achim Mentzel
Achim Mentzel, egentligen Heinz-Joachim Mentzel, född 15 juli 1946 i Berlin, död 4 januari 2016 i Cottbus, var en tysk underhållare och programledare.
Achim Mentzel var en av de mest kända artisterna från DDR. Under 1960- och i början av 1970-talet var han medlem i olika popgrupper, men under ett besök i Västberlin 1973 hoppade han av till väst. På grund av hemlängtan valde han att resa tillbaka till DDR igen, och dömdes till tio månaders fängelse för "republikflykt".
Efter avtjänat straff uppträdde han tillsammans med Nina Hagen i Fritzens Dampferband. 
Under 1980-talet var han underhållare i östtysk tv, och 1989 fick han sitt eget program för schlagermusik, Achims Hitparade, som sändes fram till 2006. Programmet sändes i Mitteldeutscher Rundfunk (MDR) och gästades av många namnkunniga tyska artister och grupper som Fernando Express, Roland Kaiser och Trio Alpin.
Achim Mentzel var en uppskattad underhållare med en folklig framtoning. Förutom att vara programledare så gav han även ut ett flertal skivor. Han fick åtta barn med fem olika kvinnor och var gift fyra gånger.

## Skivor och hits (urval)
- Gott sei dank ist sie schlank (1979)
- Hier fliegt heut die Kuh (1993)
- Mensch hab ich ein Schwein (1997)
- Sauer macht lustig
- Wir sind alle keine Engel
- Solang bei uns 'ne Knospe sprießt